# Ружичка, Йозеф
Йозеф Ружичка (чеш. Josef Růžička; 17 марта 1925, Прага, Чехословакия — 11 апреля 1986, Прага, Чехословакия) — чехословацкий борец греко-римского и вольного стилей, серебряный призёр Олимпийских игр, восьмикратный чемпион Чехословакии (1951, 1952, 1954—1956 по греко-римской борьбе, 1951, 1954, 1955 по вольной борьбе).

## Биография
Начал заниматься борьбой в 14 лет. Его, в том возрасте весящего 112 килограммов, но при этом ловкого и подвижного, отвёл в клуб  Hellas отец. Всего лишь после трёх занятий, узнав один приём, Ружичка уже смог занять третье место на чемпионате Чехословакии..
Во время войны работал кузнецом и продолжал заниматься борьбой, перейдя в клуб  Královské Vinohrady. В 1946 году остался седьмым на чемпионате Европы.
На Летних Олимпийских играх 1948 года в Лондоне выступал как в соревнованиях по греко-римской, так и по вольной борьбе, боролся в тяжёлом весе (свыше 87 килограммов). По регламенту турнира борец получал в схватках штрафные баллы. Набравший 5 штрафных баллов спортсмен выбывал из турнира.
В греко-римской борьбе титул оспаривали 9 борцов. Ружичка победил в первой встрече, а перед второй опоздал на взвешивание и был дисквалифицирован.
| Выступление на Олимпийских играх 1948 года (GR) | Выступление на Олимпийских играх 1948 года (GR) | Выступление на Олимпийских играх 1948 года (GR) | Выступление на Олимпийских играх 1948 года (GR) | Выступление на Олимпийских играх 1948 года (GR) | Выступление на Олимпийских играх 1948 года (GR) | Выступление на Олимпийских играх 1948 года (GR) |
| Круг                                            | Соперник                                        | Страна                                          | Результат                                       | Баллы                                           | Всего баллов                                    | Время схватки                                   |
| ----------------------------------------------- | ----------------------------------------------- | ----------------------------------------------- | ----------------------------------------------- | ----------------------------------------------- | ----------------------------------------------- | ----------------------------------------------- |
| 1                                               | Йожеф Тараньи                                   | Венгрия                                         | Победа Туше                                     | 0                                               | 0                                               | 13:27                                           |
| 2                                               |                                                 |                                                 | Поражение Неявка и дисквалификация              |                                                 |                                                 |                                                 |

В вольной борьбе титул оспаривали тоже 9 борцов. Ружичка, победив в двух встречах и проиграв в одной, из турнира выбыл, заняв итоговое пятое место.
| Выступление на Олимпийских играх 1948 года (LL) | Выступление на Олимпийских играх 1948 года (LL) | Выступление на Олимпийских играх 1948 года (LL) | Выступление на Олимпийских играх 1948 года (LL) | Выступление на Олимпийских играх 1948 года (LL) | Выступление на Олимпийских играх 1948 года (LL) | Выступление на Олимпийских играх 1948 года (LL) |
| Круг                                            | Соперник                                        | Страна                                          | Результат                                       | Баллы                                           | Всего баллов                                    | Время схватки                                   |
| ----------------------------------------------- | ----------------------------------------------- | ----------------------------------------------- | ----------------------------------------------- | ----------------------------------------------- | ----------------------------------------------- | ----------------------------------------------- |
| 1                                               | Дик Хаттон                                      | Соединённые Штаты Америки                       | Победа По очкам                                 | 2-1 -1                                          | -1                                              |                                                 |
| 2                                               | Фред Оберландер                                 | Германия                                        | Победа По очкам                                 | 2-1 -1                                          | -2                                              |                                                 |
| 3                                               | Дьюла Бобиш                                     | Венгрия                                         | Поражение Туше                                  | -3                                              | -5                                              | 9:06                                            |

Затем перешёл в клуб Rudá Hvězda, став военнослужащим.
На Летних Олимпийских играх 1952 года в Хельсинки вновь выступал как в соревнованиях по греко-римской, так и по вольной борьбе, боролся в тяжёлом весе (свыше 87 килограммов). По регламенту турнира борец получал в схватках штрафные баллы. Набравший 5 штрафных баллов спортсмен выбывал из турнира.
В греко-римской борьбе титул оспаривали 10 борцов. Ружичка, чисто победив в первой встрече, во второй проиграл. Будучи раздосадованным неочевидным поражением, в следующих трёх встречах всех соперников тушировал, одного из них всего лишь за полминуты. Это позволило ему выйти в финал и даже, в случае чистой победы, претендовать на золотую медаль. Однако Йоханнес Коткас, который всех соперников на пути к финалу победил чисто, и здесь не изменил себе, и Ружичка остался с серебряной медалью.
| Выступление на Олимпийских играх 1952 года (GR) | Выступление на Олимпийских играх 1952 года (GR) | Выступление на Олимпийских играх 1952 года (GR) | Выступление на Олимпийских играх 1952 года (GR) | Выступление на Олимпийских играх 1952 года (GR) | Выступление на Олимпийских играх 1952 года (GR) | Выступление на Олимпийских играх 1952 года (GR) |
| Круг                                            | Соперник                                        | Страна                                          | Результат                                       | Баллы                                           | Всего баллов                                    | Время схватки                                   |
| ----------------------------------------------- | ----------------------------------------------- | ----------------------------------------------- | ----------------------------------------------- | ----------------------------------------------- | ----------------------------------------------- | ----------------------------------------------- |
| 1                                               | Йожеф Ковач                                     | Венгрия                                         | Победа Туше                                     | 0                                               | 0                                               | 5:30                                            |
| 2                                               | Гвидо Фантони                                   | Италия                                          | Поражение По очкам                              | 1-2 -3                                          | -3                                              |                                                 |
| 3                                               | Бенгт Фальквист                                 | Швеция                                          | Победа Туше                                     | 0                                               | -3                                              | 10:09                                           |
| 4                                               | Вилли Вальтнер                                  | Германия                                        | Победа Туше                                     | 0                                               | -3                                              | 0:30                                            |
| 4                                               | Тауно Кованен                                   | Финляндия                                       | Победа Туше                                     | 0                                               | -3                                              | 4:43                                            |
| 5                                               | Йоханнес Коткас                                 | Союз Советских Социалистических Республик       | Поражение Туше                                  |                                                 |                                                 | 4:32                                            |

В вольной борьбе титул оспаривали 13 борцов. Ружичка, чисто проиграв в первых двух встречах, из турнира выбыл.
| Выступление на Олимпийских играх 1952 года (LL) | Выступление на Олимпийских играх 1952 года (LL) | Выступление на Олимпийских играх 1952 года (LL) | Выступление на Олимпийских играх 1952 года (LL) | Выступление на Олимпийских играх 1952 года (LL) | Выступление на Олимпийских играх 1952 года (LL) | Выступление на Олимпийских играх 1952 года (LL) |
| Круг                                            | Соперник                                        | Страна                                          | Результат                                       | Баллы                                           | Всего баллов                                    | Время схватки                                   |
| ----------------------------------------------- | ----------------------------------------------- | ----------------------------------------------- | ----------------------------------------------- | ----------------------------------------------- | ----------------------------------------------- | ----------------------------------------------- |
| 1                                               | Бертиль Антонссон                               | Швеция                                          | Поражение Туше                                  | -3                                              | -3                                              | 7:26                                            |
| 2                                               | Тайсто Кангасниеми                              | Финляндия                                       | Поражение Туше                                  | -3                                              | -6                                              | 2:20                                            |

На чемпионате мира 1955 года был четвёртым. На Олимпийские игры 1956 года по решению чехословацкой федерации борьбы не поехал, так как функционеры не имели гарантий хорошего выступления борца и Ружичка оставил спортивную карьеру.
Умер в 1986 году.